# Gustav Johanning
Gustav Johanning (* 29. September 1899 in Schröttinghausen; † 23. August 1971 in Rheydt) war ein deutscher Kommunalpolitiker und Landrat (CDU).

## Leben und Beruf
Nach dem Besuch der Volksschule und des Gymnasiums studierte er Rechtswissenschaften und Wirtschaftswissenschaften an der Universität Freiburg. Er war seit 1920 Mitglied der Burschenschaft Saxo-Silesia Freiburg. Er promovierte im Bereich Volkswirtschaft. Von 1918 bis 1919 war er Vorsitzender der Jugendgruppe der Deutschen Volkspartei in Bünde.
Johanning war bei der Firma Focke-Wulf von 1945 bis 1946 Personalchef, anschließend war er als Unternehmer tätig. Ab 1954 war er bei verschiedenen Behörden tätig (Stadt Siegen, Innenministerium NRW). Von 1960 bis 1964 war er Polizeidirektor in Mönchengladbach.
Er heiratete am 9. April 1954 in Detmold hatte ein Kind.

## Abgeordneter
Vom 20. April 1947 bis zum 17. Juni 1950 war Johanning Mitglied des Landtags des Landes Nordrhein-Westfalen. Er wurde im Wahlkreis 148 Detmold II direkt gewählt.
Dem Kreistag des ehemaligen Kreises Detmold gehörte er von 1946 bis 1952 an. Außerdem war er Mitglied in der Verbandsvertretung des Landesverbandes Lippe.

## Öffentliche Ämter
Vom 22. Oktober 1946 bis zum 8. Dezember 1952 war er Landrat des Kreises Detmold.
Er war in zahlreichen Gremien des Landkreistages NW tätig.